# 私はニュースキャスター 迷惑でしょうが
私はニュースキャスター 迷惑でしょうが（わたしはニュースキャスター めいわくでしょうが）は、1995年4月6日にTBS系で春のドラマスペシャルとして放送された。

## 解説
三田佳子と桃井かおりがニュースキャスターに扮して火花を散らす。ニュースを扱う社会で、ひたむきに目標に立ち向かい仕事に情熱を燃やす女達の姿を感動的に描く。

## キャスト
- 三田佳子
- 桃井かおり
- 橋爪功
- 稲森いずみ
- 瀬戸朝香
- 佐藤B作
- 西川のりお

## スタッフ
- 脚本：井沢満
- 演出：久野浩平
- プロデューサー：武敬子